# Nihriya

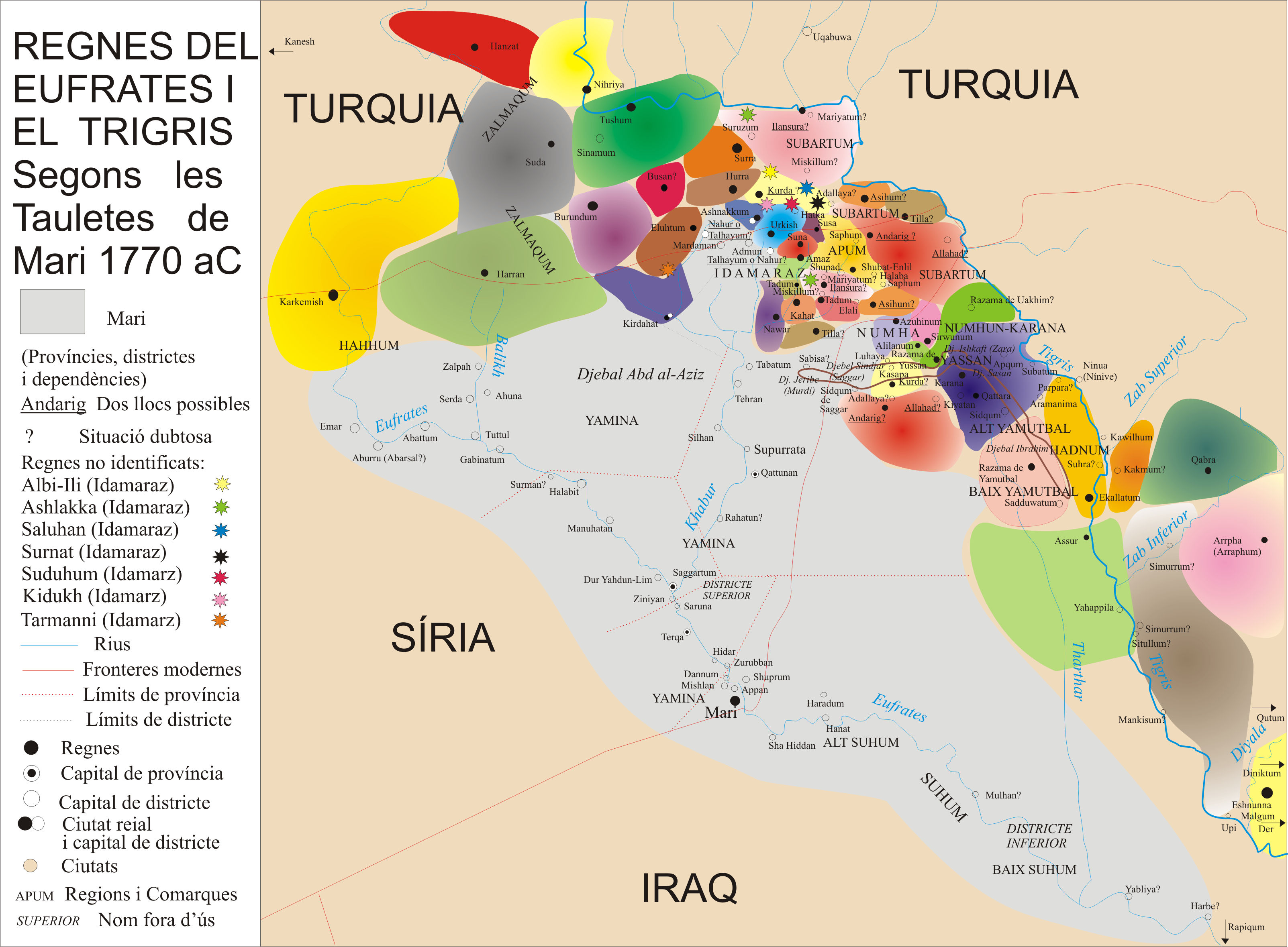
Mapa

Nihriya fou una ciutat estat i regne que existia a la riba del Tigris al segle xviii aC. Astour el 1979 la identificava amb Diyarbekir però Mellaart considera més probable Urfa. Estava al país de Zalmaqum on hi havia quatre reis que generalment actuaven d'acord. La identificació amb el posterior país de Nairi de les fonts assíries és discutible.
A les tauletes de Mari s'esmenta com a rei a Bunuma-Addu del que es diu que va enviar dos mil soldats a Mari passant per Qattunan.
La batalla de Nihriya vers el 1230 aC, fou el punt culminant de les hostilitats entre hitites i assiris pel control de les restes de l'antic estat de Mitanni. La batalla es va lliurar suposadament al nord o nord-est de Diyarbekir, entre Salmanasar I i Tudhalias IV, i va suposar una decisiva victòria assíria que no va tenir conseqüències, ja que Assíria no la va aprofitar al dedicar-se a la conquesta de Babilònia.